# Peine de mort au Japon

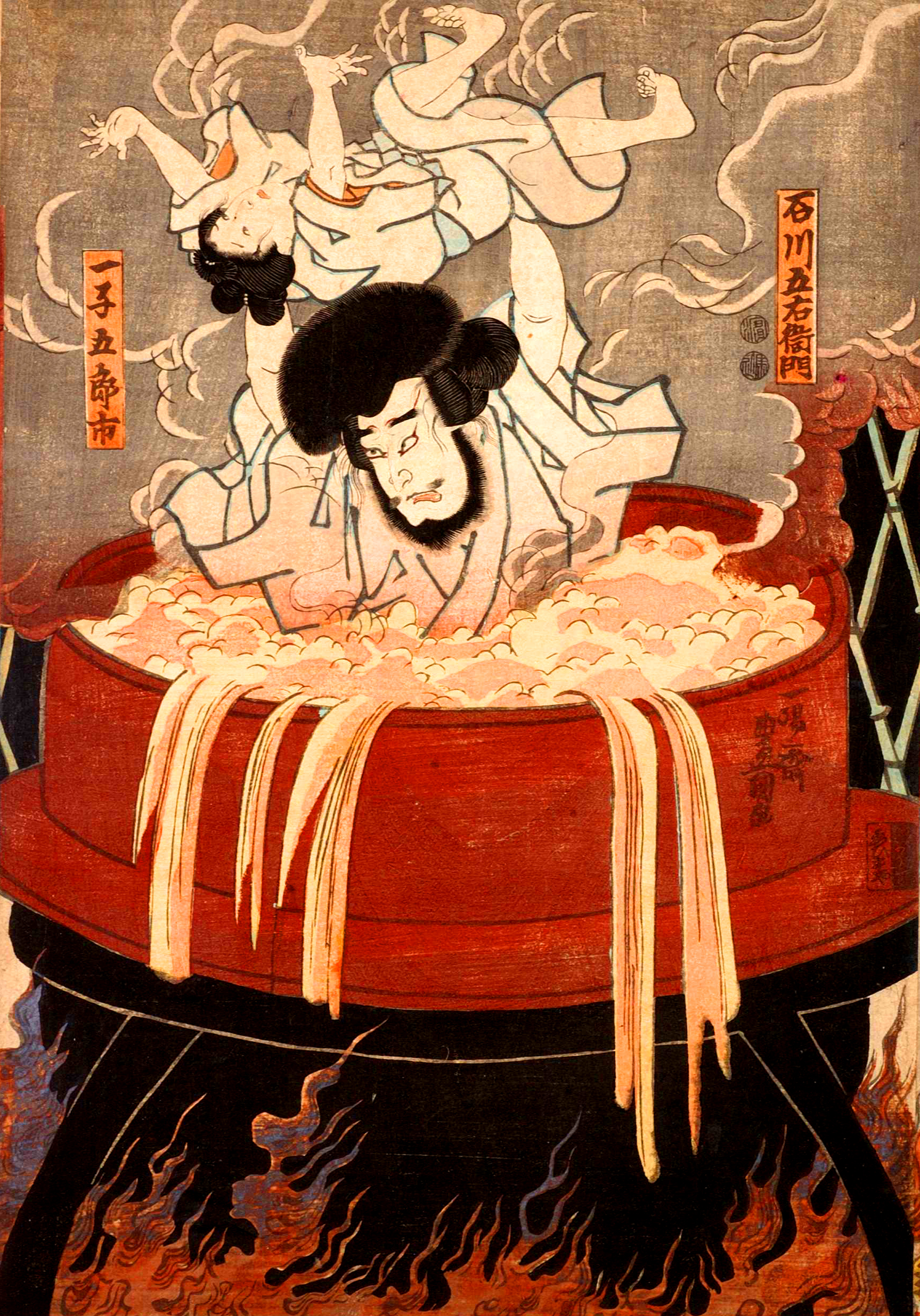
Goemon Ishikawa et son fils Ichiro par Toyokuni Ichiyōsai

La peine de mort au Japon (死刑, しけい, littéralement « châtiment de mort », « châtiment mortel ») constitue le châtiment suprême dans ce pays, qui l'exécute exclusivement par pendaison, anciennement également par décapitation. La peine capitale est dans la pratique utilisée principalement contre les auteurs de plusieurs meurtres, commis avec circonstances aggravantes.

## Histoire
La peine de mort au Japon était établie à l'origine du pays mais elle a été abolie par l'empereur Shōmu, sous l’influence du bouddhisme, en 724. Néanmoins elle fut remise en place en 1156, après une longue période de suspension, à la suite de la rébellion de Hōgen.
Le Japon a une longue tradition de la peine de mort, principalement en temps de guerre. Depuis que le code pénal japonais a connu l'influence de l'Occident sous l'ère Meiji, il autorise la peine de mort pour les crimes « les plus odieux ». Les États-Unis ont très peu réformé le code pénal en 1945 lorsqu'ils ont occupé le pays, et la peine de mort a été maintenue.
La Cour suprême a déclaré la peine de mort constitutionnelle en 1948, et la méthode d'exécution par pendaison en 1955.
En 1968, Nagisa Ōshima réalise le film Koshikei, qui reproduit exactement la procédure d'une exécution capitale et se base sur une affaire ayant réellement eu lieu.
Le pays n'a connu aucune exécution de 1989 à 1993, cela est dû aux ministres de la Justice de l'époque, qui ne signaient pas les ordres d'exécution des condamnés. Mais elles reprennent avec l'arrivée de Masaharu Gotōda, qui en tant que légaliste considère que pour la crédibilité du système juridique japonais, il faut appliquer les sentences prononcées par les tribunaux. De 1990 à 1995, l'opinion publique est influencée, principalement par les médias, sur la question de l'abolition de la peine de mort. Un débat public commença même à émerger. L'attentat au gaz sarin dans le métro de Tokyo en 1995, qui fait treize morts et plus de cinquante blessés graves, fait basculer l'opinion.

### Actualité récente
En avril 2005, en visite au Japon, le dalaï-lama lance un appel pour l'abolition de la peine de mort. Il y déclare que « les criminels devraient être traités avec compassion et non pas avec colère » conformément à l'éthique bouddhiste.
L'ONU a voté fin 2007 une résolution appelant à un moratoire sur la peine de mort ; le Japon a rejeté l'argument de la pression internationale et européenne déclarant dans une note verbale qu'« il n'y a pas de consensus international selon lequel la peine de mort devrait être abolie » et que « aucun camp n'a le droit d'imposer son point de vue à l'autre ». Le pays confirme cette position en novembre 2010.
Durant son passage au ministère, d'août 2007 à juin 2008 le ministre de la Justice Kunio Hatoyama avait semblé vouloir réformer la peine de mort, mais dans un sens tout à fait opposé à l'abolition. Il propose que la méthode d'exécution par pendaison soit remplacée par une « méthode plus paisible », et que l'exécution se déroule dans les six mois suivant l'épuisement des recours sans que le ministre de la Justice n'ait à intervenir. Il est également le premier ministre de la Justice à autoriser que les noms des exécutés soient dévoilés. Il a visité la salle d'exécution de Tokyo, mais n'a jamais directement assisté à une exécution.
En décembre 2010, deux ans après avoir quitté le ministère de la Justice et étant alors député de l'opposition, Hatoyama déclare regretter ne pas avoir fait procéder à plus d'exécutions. Les 13 exécutions qu'il a déjà permises durant son passage au ministère lui avaient valu le surnom de « Shinigami » (死神), traduit alors par « ange de la mort » ou « faucheur », de la part du grand quotidien progressiste Asahi Shinbun.
Après la victoire historique du Parti démocrate du Japon aux élections législatives du 30 août 2009, Keiko Chiba, ancienne secrétaire générale des parlementaires d'Amnesty International, est nommée ministre de la Justice, cinq autres membres du gouvernement étant connus, à l'époque, comme opposés à la peine de mort. Beaucoup pensent alors qu'aucune exécution n'aurait lieu durant sa mandature. Dans une interview, elle déclare, qu'en tant que ministre, elle doit se détacher de la ligue des parlementaires pour l'abolition puis met en place au sein du ministère un comité de réflexion sur la peine de mort pour « donner l’opportunité de discussions approfondies par le peuple japonais ». Elle invite les medias à voir la salle d’exécution où ont lieu les pendaisons ainsi et oeuvre à ouvrir un débat public. Keiko Chiba, première femme à devenir ministre de la Justice, était favorable à la suppression de la peine capitale et faisait partie du « Groupe parlementaire pour la promotion de l’abolition de la peine de mort ». Quand elle doit néanmoins signer l’ordre d’exécution de deux condamnés en juillet 2010, elle choisit d'assister à la mise à mort.
En février 2010, 85,6 % des Japonais interrogés lors d'un sondage d'opinion déclaraient « la peine de mort est indispensable et ne peut être évitée dans certains cas », un sondage initié par le gouvernement auprès d'un petit panel de 1 944 personnes. Les opposants à la peine de mort estiment que ce fort soutien à la peine de mort serait sûrement entamé si le gouvernement japonais faisait preuve de plus de transparence ; ils estiment que la question du sondage est spécialement conçue pour grossir le soutien dont jouit la peine de mort. Un sondage privé organisé par Kyodo New, en août 2010, évalue lui, le soutien pour la peine de mort à 75,9 %. En mars 2010, la classe politique n'avait émis que de timides protestations à la suite de l'exécution de quatre ressortissants japonais par la Chine pour trafic de drogue, pour ne pas raviver des tensions avec la Chine, mais aussi peut-être pour ne pas attiser le débat sur la peine de mort.
En juillet 2010, la ministre Keiko Chiba fait procéder à deux exécutions et y assiste donc personnellement. Suite de la défaite de son parti aux élections sénatoriales (et d'elle-même dans sa circonscription, les ordres d'exécution avaient été signés la veille du scrutin). Elle met en place d'une étude ministérielle sur le sujet. Le mois suivant, les médias nationaux peuvent diffuser des images de la salle d'exécution de Tokyo.
Toshio Ogawa, ministre de la Justice, met fin en 2012 à l'étude ministérielle qui n'a finalement abouti à aucune proposition. Sachiko Eto est cette même année la première femme exécutée depuis 1997, condamnée à mort pour avoir tué six personnes dans des rituels d'exorcisme.
Au mois de mars 2014 a lieu la libération d'Iwao Hakamata, âgé de 78 ans et condamné à mort pour quadruple meurtre, en raison d'éléments nouveaux mettant en cause sa culpabilité. Sans doute le plus âgé condamné à mort du monde, il avait été condamné à mort en 1968.

## La loi et la jurisprudence

### Les critères d'application de la peine de mort
En 1983 dans l'affaire Norio Nagayama, la Cour suprême du Japon estime que la peine de mort ne peut s'appliquer que « lorsque la responsabilité de l'auteur du crime est extrêmement grave et que la peine maximale est inévitable du point de vue de l'équilibre entre le crime et le châtiment ainsi que du point de vue général de la prévention ». Elle définit, dans cette décision, les fameux « critères de Nagayama » selon lesquels les juges doivent prendre leur décision ; soit :
1. la nature du crime ;
2. le motif du crime ;
3. les modalités du crime, en particulier la persistance et la cruauté du moyen de mise à mort ;
4. la gravité des conséquences du crime, en particulier le nombre de victimes tuées ;
5. les sentiments des proches en deuil ;
6. les effets sociaux du crime ;
7. l'âge du criminel ;
8. les antécédents de l'auteur du crime ;
9. les circonstances qui suivent l'accomplissement du crime[1].

Les décisions des juges sont l'objet d'une motivation écrite détaillée, cela même depuis que le jury populaire a été instauré. Chaque fois que la peine de mort a été requise, les juges ont justifié leur décision par rapport à ces critères. S'ils prononcent la peine de mort, la conclusion sera que « la peine capitale ne peut être évitée » ; « qu'il n'y a pas de place pour la clémence » ou encore que « l'accusé a peu/pas de chances d'être réhabilité, ».
En pratique, le nombre de victimes est de loin le critère le plus important dans la détermination de la peine.
Selon des statistiques entre 1980 et 2009, lorsque les procureurs demandent la peine de mort, elle est obtenue dans 32 % des cas s'il n'y a qu'une victime. Sachant qu'il est très rare que les procureurs requièrent la peine de mort dans un cas pareil, alors que c'est quasi systématique en cas de meurtres multiples. Sur les 50 meurtriers exécutés de 2006 à 2013, cinq seulement avaient tué une seule personne, en tenant compte des condamnations précédentes. Comme exemple de ces cas exceptionnels l'on peut citer l'affaire Junya Hattori, exécuté en août 2012. Il avait été condamné à mort pour avoir violé puis brûlé vivante une étudiante de 23 ans, et avait déjà été condamné pour agression auparavant. Et malgré ce cumul de circonstances aggravantes, il n'a été condamné à mort qu'en appel, en premier ressort la perpétuité avait été prononcée.
Le taux de condamnation à mort grimpe à 59 % s'il y a deux victimes, et à 79 % s'il y en trois ou plus. Là encore, comme exemple de ces cas exceptionnels où une personne échappe à la peine de mort pour le meurtre d'au moins trois personnes, certains accusés[Qui ?] perturbés mentalement par une faillite ou un conflit familial, qui tuent leur famille et échouent ensuite à se suicider.
Sur 21 personnes condamnées pour un triple meurtre au cours d'un vol, aucune n'a échappé à la peine de mort. La peine de mort est systématique également, en pratique, en cas de meurtre commis par un ancien condamné à perpétuité.

### La procédure devant les juridictions
Après avoir été condamné par la juridiction de premier ressort, l'accusé peut faire appel et être jugé de nouveau. Ensuite, il peut formuler un recours devant la Cour suprême du Japon, lequel sera entendu par une chambre basse comprenant cinq des quinze juges de la Cour. La Cour suprême peut ordonner que l'affaire soit rejugée devant une autre cour d'appel. Le ministre peut ordonner l'exécution après la confirmation de la condamnation par la Cour suprême. Il arrive régulièrement que des condamnés empreints de remords ou d'un mal de vivre ne fassent pas appel ; c'est le cas d'au moins 18 des 50 condamnés exécutés de 2006 à 2013.
Même si après la confirmation par la Cour suprême, il est toujours possible d'obtenir la grâce ou la révision du procès, ces recours sont rarement accordés ; mais ils ont pour effet de suspendre le délai de six mois dans lequel le ministre de la justice est censé ordonner l'exécution. Ce délai de six mois est de toute façon considéré comme non-normatif : sa violation n'entraine aucune conséquence juridique. Ce délai est également suspendu lorsqu'un complice du condamné est encore en procès dans une procédure différente.
Au moins 8 des 50 meurtriers exécutés de 2006 à 2013 avaient été condamnés à perpétuité en premier ressort, le parquet ayant fait appel de leur condamnation. Il est plus rarement possible que la Cour suprême rejette une condamnation à perpétuité prononcée en appel l'estimant trop laxiste, et renvoie l'affaire devant une cour d'appel afin qu'elle prononce la peine de mort.
Au titre de l’article 475 du Code de procédure pénale, aucune exécution ne peut avoir lieu au Japon tant que tous les co-accusés n’ont pas fait l’objet d’une décision de justice définitive.
Depuis mai 2009, les tribunaux criminels ne se composent plus seulement de trois magistrats mais aussi de six jurés populaires. Une majorité de 5 voix incluant au moins un magistrat est nécessaire pour voter la mort. Cependant, les cours d'appel restent composées uniquement de trois magistrats professionnels. Le barreau japonais, qui est hostile à la peine de mort, a proposé que celle-ci ne puisse être prononcée qu'à l'unanimité.

### Application générale
En juillet 2018, le Japon comptait au total 157 condamnés à mort, dont 13 impliqués dans l'attentat au gaz sarin de 1995. La sentence était définitive, c'est-à-dire confirmée par la Cour suprême ou à la suite du désistement d'appel, pour 133 d'entre eux (dont sept femmes, cinq étrangers et cinq mineurs). 13 avaient été condamnés en appel et étaient donc en attente d'une décision de la Cour suprême. 12 n'étaient condamnés qu'en premier ressort.
Au Japon, le taux de criminalité, y compris en matière d'homicide, est réputé être l'un des plus bas du monde. La loi y permet théoriquement la libération d'un condamné à perpétuité à partir de dix ans de détention. Dans la pratique, les prisonniers ne sont libérés en moyenne qu'après trente et un ans. Appliquant la stratégie abolitionniste issue des États-Unis, des parlementaires ont réclamé l'institution d'une perpétuité réelle dans l'objectif d'obtenir ainsi une réduction des condamnations à mort. Le ministre de la justice et le barreau se sont opposés à cette proposition, rappelant qu'il serait périlleux voire inhumain de conserver des gens en prison jusqu'à leur mort, et qu'il est déjà très difficile d'être libéré pour un condamné à perpétuité.
De nombreuses organisations de défense des droits de l'homme (comme Amnesty International) dénoncent le système judiciaire japonais et soutiennent des prisonniers qui affirment avoir été maltraités durant leur garde à vue, dont la durée maximale est de vingt-trois jours au Japon.

### Affaires marquantes ces dernières années

#### Dans le débat sur la peine de mort
En 2009, deux hommes sont condamnés à mort pour avoir enlevé puis tué Rie Isogai (une jeune femme de trente et un ans) durant un cambriolage. Le père de la victime avait réuni une pétition de 318 000 signatures en faveur de leur condamnation à mort. C'est la première fois durant toute l'ère Heisei que plusieurs personnes écopent de la peine capitale pour un même meurtre. Un troisième participant, qui s'est rendu volontairement, a lui été condamné à la prison à vie,. Mais finalement, la condamnation de l'un d'eux est ramenée à la prison à vie en appel, la cour l'ayant jugé moins coupable que l'autre qui n'avait pas fait appel. Les procureurs se sont pourvus devant la Cour suprême, mais celle-ci a confirmé la perpétuité. Le seul des trois à avoir été condamné à mort est exécuté en 2015.
Après l'affaire Rie Isogai, de nombreux quotidiens nationaux se sont explicitement exprimés en faveur de la peine de mort, mais ils ont émis de sérieuses réserves quant aux difficultés que devront rencontrer les futurs japonais qui auront été sélectionnés dans ce genre d'affaires.

#### Avec l'introduction du jury populaire
Depuis l'introduction du jury populaire ou juge-citoyen, la peine de mort a été requise dans 24 affaires impliquant ce système. 17 ont abouti à la peine de mort, six à la prison à vie et une autre à l'acquittement (en septembre 2013).
La première de ces condamnations a été prononcée en novembre 2010. L'accusé Hiroyuki Ikeda a été reconnu coupable d'avoir enlevé et tué deux hommes. L'une des victimes a été complètement décapitée avec un fil électrique.
En octobre 2011, un tribunal d'Osaka décide de procéder à une audience pour statuer sur la constitutionnalité de la peine de mort et de l'exécution par pendaison. Le tribunal entend des témoins de la défense, notamment un expert médical australien et un procureur ayant déjà assisté à des exécutions. Même les jurés siègent à l'audience alors que la décision incombait aux seuls juges professionnels. Les procureurs n'ont eux pas répondu, se fondant simplement sur la jurisprudence de la Cour suprême. Le 31 octobre 2011 le tribunal a finalement validé la peine de mort par pendaison, peine à laquelle il a condamné l'accusé pour un incendie ayant fait cinq morts,.
En avril 2012, pour la première fois, une femme est condamnée à mort par un jury. L'accusée Kanae Kijima a été reconnu coupable du meurtre de trois hommes de 41 à 80 ans, pour conserver l'argent qu'elle leur avait soutiré pendant leurs relations. L'accusée niant les faits, ce fut le procès avec jurés le plus long, durant plus de 100 jours. Le verdict a été confirmé en appel en mars 2014.

### Les «mineurs»
Bien que l'âge de la majorité civile soit de vingt ans au Japon, la peine de mort est applicable à partir de dix-huit ans au moment du crime (l'âge prévu par le Pacte de New York).
Il est notable que sur les trois seules occasions où la Cour suprême a annulé une condamnation à perpétuité la jugeant trop clémente, deux concernaient des mineurs, y compris le fameux Norio Nagayama dont la décision a fait jurisprudence en 1983. Nagayama a été exécuté en 1997. L'autre, Takayuki Otsuki, avait été condamné à perpétuité lors de ses deux premiers procès pour le meurtre d'une jeune femme et de son bébé. L'affaire avait attiré une grande attention médiatique car le mari de la victime avait fait campagne pour la condamnation à mort.
En tout, six mineurs étaient, en février 2013, sous le coup d'une condamnation à mort définitive. Tous sont impliqués dans le meurtre d'au moins quatre personnes, sauf Takayuki Otsuki. Tant que la condamnation n'est pas définitive, les médias ne peuvent révéler l'identité de ces condamnés qui sont protégés par la loi sur la criminalité juvénile.

## Conditions d'incarcération
Les condamnés à mort ne sont pas incarcérés dans des maisons centrales, normalement réservées aux condamnés à de longues peines, mais dans l'équivalent des maisons d'arrêt françaises. Les condamnés vivent seuls dans leur cellule et ne sont pas obligés de travailler ; ils sont placés sous surveillance vidéo permanente. Ils effectuent trente minutes d'exercice par jour et plus de deux bains par semaine. Ils se réunissent plusieurs fois par mois pour regarder des vidéos. Seuls les membres de la famille du condamné et les avocats sont autorisés à le rencontrer au parloir.
Les organisations de défense des droits de l'homme ont émis de virulentes protestations et publié des rapports détaillés contre les conditions de détention des condamnés à mort, ceux-ci étant complètement isolés jusqu'à leur exécution qu'ils apprennent le matin même. C'est le cas notamment de Amnesty International et de la Fédération internationale des droits de l'homme,,. On ignore si les conditions de détention des condamnés à mort ont été améliorées durant le passage des divers ministres de la justice opposés à la peine de mort depuis 2009.
En 2011, 56 des 124 prisonniers condamnés à mort souffrent d'insomnie et d'hallucinations dues aux conditions d'isolement prolongé pendant des périodes allant jusqu'à trente ans. Ainsi, près de la moitié des détenus dans le couloir de la mort sont sous traitement pour ce stress psychologique.

## Déroulement des exécutions
L'exécution doit avoir lieu dans un délai de cinq jours suivant la signature de l'ordre d'exécution par le ministre de la justice. Les hauts fonctionnaires du ministère de la justice ont la réputation d'être très favorables à la peine de mort et d'insister auprès du ministre afin qu'il autorise les exécutions, celui-ci ne restant généralement en poste que quelques mois,.
La seule et unique méthode d'exécution utilisée est la pendaison. Sept prisons sont équipées d'une salle d'exécution, chacune affectée à l'une des cours d'appel du Japon, à Sapporo, Sendai, Tokyo, Nagoya, Osaka, Hiroshima et Fukuoka. Il y a aussi une cour d'appel à Takamatsu, mais les exécutions de cette juridiction sont mises en œuvre à Osaka. Souvent plusieurs exécutions ont lieu la même matinée dans des prisons différentes.
Les condamnés sont avertis de leur exécution le jour même. Le 4 novembre 2021, 2 condamnés à mort intentent un procès à Osaka afin d'être avertis plus tôt de leur exécution.
Les exécutions se déroulent généralement entre neuf et onze heures, mais la loi interdit qu'elles aient lieu le week-end. Juste avant son exécution, le condamné rencontre un religieux avec qui il peut parler. Il peut éventuellement prendre un dernier repas, écrire une lettre ou un testament mais le temps est limité. Il est ensuite menotté et ses yeux sont bandés. Un rideau qui cachait l'échafaud est alors ouvert, on lui attache les pieds et passe la corde au cou. L'ouverture de la trappe précipitant le condamné dans le vide est actionnée par trois ou cinq boutons que les surveillants doivent presser en même temps. Un seul de ces boutons fonctionne.
Le procès-verbal d'exécution est dressé par un assistant du procureur, puis signé par le procureur et un agent pénitentiaire. La famille peut ensuite récupérer le corps, mais il n'est pas rare que personne ne le réclame. Le ministre de la justice organise généralement une conférence de presse le matin même juste après les exécutions.

## Nombre d'exécutions
| 1991 -92 | 93   | 94   | 95   | 96   | 97   | 98   | 99   | 2000 | 2001 | 2002 | 2003 | 2004 | 2005 | 2006 | 2007 | 2008 | 2009 | 2010 |
| -------- | ---- | ---- | ---- | ---- | ---- | ---- | ---- | ---- | ---- | ---- | ---- | ---- | ---- | ---- | ---- | ---- | ---- | ---- |
| 0        | 3    | 7    | 2    | 6    | 6    | 4    | 6    | 5    | 2    | 2    | 1    | 2    | 1    | 4    | 9    | 15   | 7    | 2    |
| 2011     | 2012 | 2013 | 2014 | 2015 | 2016 | 2017 | 2018 | 2019 | 2020 | 2021 | 2022 | 2023 | 2024 | 2025 |      |      |      |      |
| 0        | 7    | 8    | 3    | 3    | 3    | 4    | 15   | 3    | 0    | 3    | 1    | 0    | 0    | 1    |      |      |      |      |

Le temps s'écoulant entre la finalisation de la sentence et l'exécution est très inégal, allant de deux ans à plus d'une vingtaine d'années selon les cas.
La plupart des exécutions ont eu lieu à Osaka et à Tokyo.